# Provinz Salamanca
Die Provinz Salamanca ist eine spanische Provinz im leonesischen Teil der autonomen Region Kastilien und León. Die Hauptstadt ist Salamanca. Im Norden grenzt sie an die Provinzen Zamora und Valladolid, im Süden an Cáceres, im Osten an Ávila und im Westen an Portugal.
Die Provinz Salamanca hat 327.685 Einwohnern (Stand: 2024), von denen rund 44 % in der Hauptstadt Salamanca leben. Die Provinz zählt 362 Gemeinden, wovon mehr als die Hälfte Dörfer mit unter 300 Einwohnern sind.

## Geschichte
Die in der Antike vom Volk der Vettonen bewohnte Region Salamanca gehörte zur Zeit der römischen Herrschaft zur Provinz Lusitanien, danach zum Westgotenreich und seit dem 8. Jahrhundert zum Emirat bzw. Kalifat von Córdoba. Vom 9. bis zum 11. Jahrhundert war die gesamte Region Teil des zwischen Córdoba und León umkämpften Verwüstungsgürtels, ehe sie mitsamt León an Kastilien fiel. Bei der Erbteilung Kastilien-Leóns 1157 fiel die Region an das wieder errichtete Königreich León, doch wurde Salamanca Ziel einer Annexion Portugals, das 1162–1165 Salamanca besetzte. Nach einem ersten gescheiterten Versuch 1179 besetzte Portugal dann 1199–1200 zumindest die Grenzstadt Ciudad Rodrigo. 1230 dann fiel Salamanca mitsamt León wieder bzw. endgültig an Kastilien, von einer erneuten kurzen portugiesischen Besetzung Ciudad Rodrigos 1296 abgesehen.

## Verwaltungsgliederung

### Comarcas

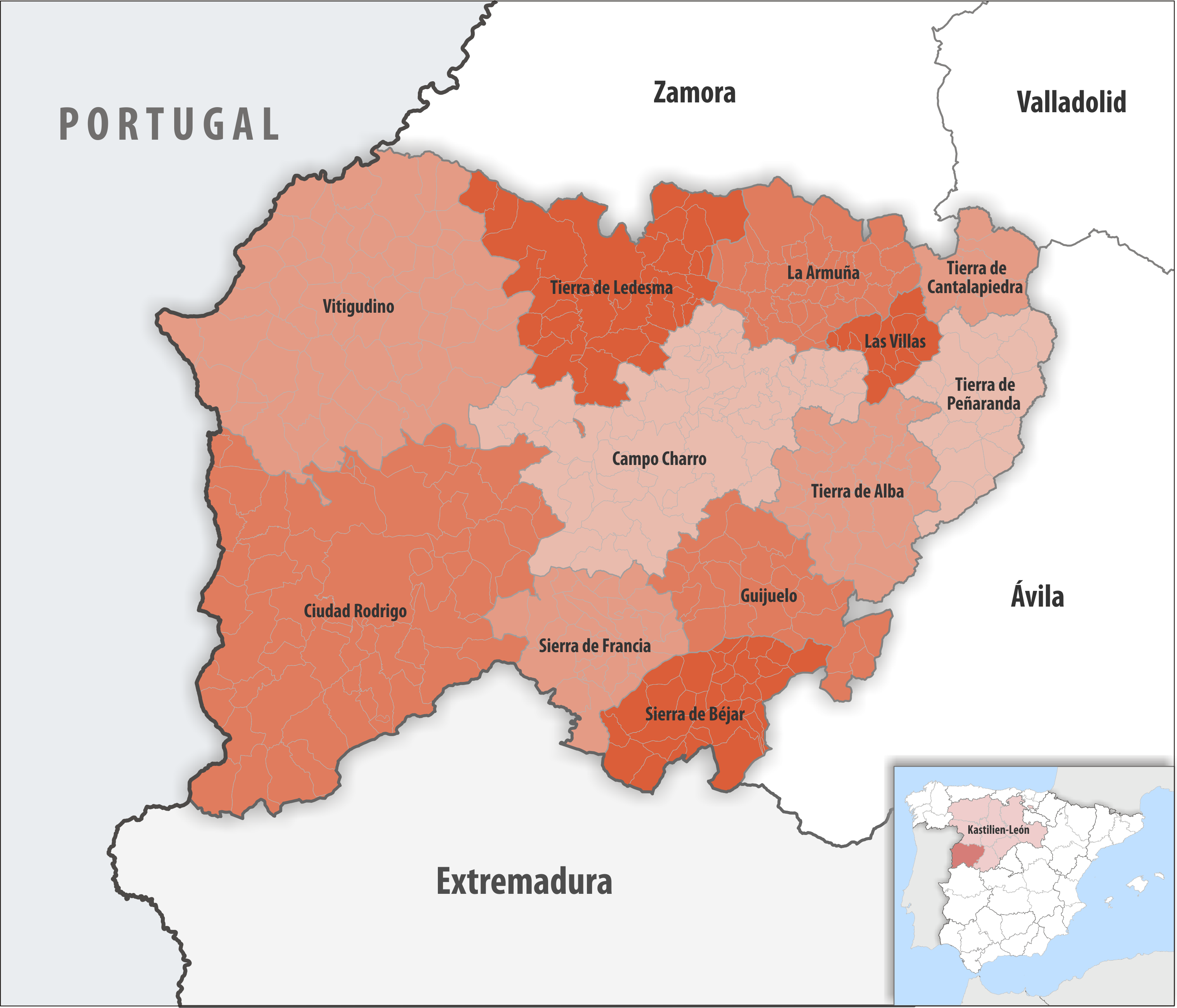
Comarcas in der Provinz Salamanca

| Comarca                 | Gemeinden | Einwohner (2024) | Fläche km² | Dichte Einw./km² | Hauptort                |
| ----------------------- | --------- | ---------------- | ---------- | ---------------- | ----------------------- |
| La Armuña               | 30        | 30.623           | 701,38     | 44               | Villamayor              |
| Campo Charro            | 42        | 185.344          | 1.634,51   | 113              | Salamanca               |
| Ciudad Rodrigo          | 53        | 24.142           | 2.821,22   | 9                | Ciudad Rodrigo          |
| Guijuelo                | 23        | 9.001            | 702,32     | 13               | Guijuelo                |
| Sierra de Béjar         | 32        | 18.136           | 614,09     | 30               | Béjar                   |
| Sierra de Francia       | 32        | 7.410            | 628,43     | 12               | La Alberca              |
| Tierra de Alba          | 28        | 13.458           | 730,97     | 18               | Alba de Tormes          |
| Tierra de Cantalapiedra | 6         | 2.737            | 281,13     | 10               | Cantalapiedra           |
| Tierra de Ledesma       | 30        | 5.829            | 1.078,86   | 5                | Ledesma                 |
| Tierra de Peñaranda     | 19        | 10.707           | 597,45     | 18               | Peñaranda de Bracamonte |
| Las Villas              | 11        | 5.937            | 197,28     | 30               | Villoria                |
| Vitigudino              | 56        | 14.361           | 2.362,33   | 6                | Vitigudino              |
| Provinz Salamanca       | 362       | 327.685          | 12.349,97  | 27               | Salamanca               |

### Gerichtsbezirke

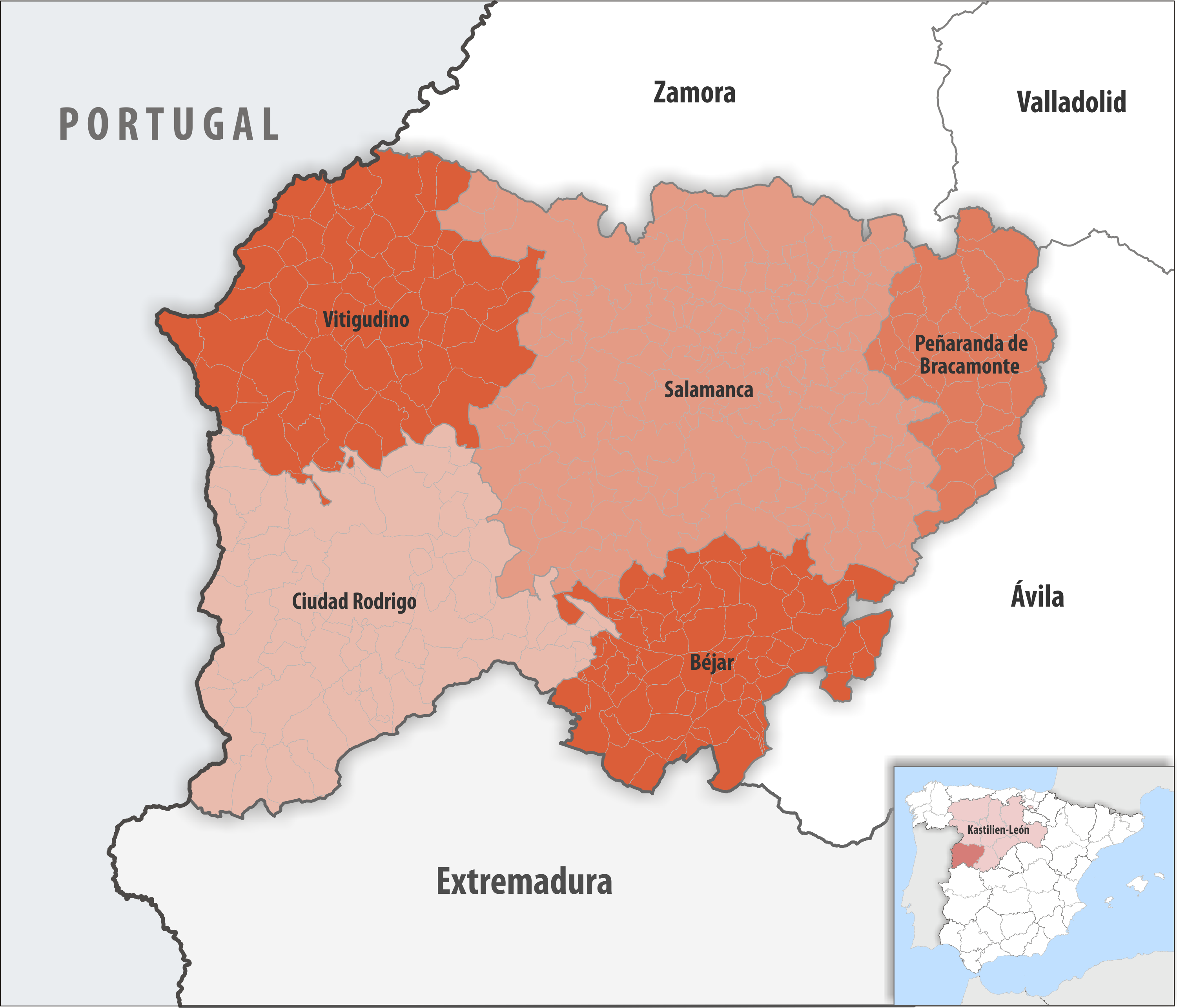
Gerichtsbezirke in der Provinz Salamanca

| Gerichtsbezirk          | Gemeinden | Einwohner (2024) | Fläche km² | Dichte Einw./km² | Hauptquartier           |
| ----------------------- | --------- | ---------------- | ---------- | ---------------- | ----------------------- |
| Béjar                   | 73        | 31.625           | 1.597,77   | 20               | Béjar                   |
| Ciudad Rodrigo          | 58        | 24.439           | 2.847,34   | 9                | Ciudad Rodrigo          |
| Peñaranda de Bracamonte | 33        | 17.379           | 1.032,02   | 17               | Peñaranda de Bracamonte |
| Salamanca               | 142       | 239.903          | 4.513,76   | 53               | Salamanca               |
| Vitigudino              | 56        | 14.339           | 2.359,08   | 6                | Vitigudino              |
| Provinz Salamanca       | 362       | 327.685          | 12.349,97  | 27               | Salamanca               |

## Größte Gemeinden
(Stand 2024)
| Gemeinde              | Einwohner |
| --------------------- | --------- |
| Salamanca             | 144.866   |
| Santa Marta de Tormes | 14.726    |
| Béjar                 | 11.957    |
| Ciudad Rodrigo        | 11.846    |

Kleinste Gemeinde ist Villasdardo mit 22 Einwohnern.